# Jason Kerr
Pour les articles homonymes, voir Kerr.
Jason Kerr, né le 6 février 1997 à Édimbourg en Écosse, est un footballeur écossais qui évolue au poste de défenseur central au Wigan Athletic.

## Biographie

### Débuts professionnels
Natif d'Édimbourg en Écosse, Jason Kerr est formé par le St Johnstone FC, mais il fait ses débuts avec le East Fife FC quatrième division écossaise où il est prêté en 2015-2016. La saison suivante il est prêté dans ce même club, qui évolue cette-fois-ci en troisième division.
Kerr continue sa progression en jouant lors de la saison 2017-2018 en deuxième division, avec le club du Queen of the South, où il est prêté d'août 2017 à janvier 2018. Durant cette période il joue 19 matchs et inscrit cinq buts.

### St Johnstone FC
Il est ensuite de retour à St Johnston, où il fait ses débuts en Scottish Premiership, jouant son premier match le 3 février 2018 face à Heart of Midlothian, contre qui son équipe s'incline (1-0). Le 27 février suivant il inscrit son premier but pour le club lors de la défaite face au Glasgow Rangers (1-4).
Le 29 janvier 2019, Kerr prolonge son contrat avec St Johnston jusqu'en mai 2022.
Juste avant la saison 2019-2020 Jason Kerr est nommé capitaine du St Johnstone FC, à la suite du départ de Joe Shaughnessy, qui portait le brassard jusqu'ici.
Le 28 février 2021, il est titulaire lors de la finale de la coupe de la Ligue écossaise face au Livingston FC. Son équipe s'impose par un but à zéro. Il remporte ainsi le premier trophée de sa carrière et affirme son désir de remporter un autre trophée dans la saison. Il réalise son souhait le 22 mai 2021, le St Johnston réalisant le doublé en remportant la finale de la coupe d'Écosse face au Hibernian FC (victoire 1-0),.

### Wigan Athletic
Le 31 août 2021, dernier jour du mercato estival, Jason Kerr s'engage en faveur du Wigan Athletic pour un contrat de trois ans.
Kerr inscrit son premier but pour Wigan le 16 novembre 2021, lors d'une rencontre de coupe d'Angleterre face au Solihull Moors FC. Il est titularisé et participe à la victoire de son équipe par deux buts à un.

### Carrière en équipe nationale
Le 23 mars 2018, Jason Kerr joue son premier match avec l'équipe d'Écosse espoirs contre Andorre. Il est titularisé lors de cette rencontre qui se solde par un match nul (1-1).

## Palmarès

### En club
- St Johnstone
  - Vainqueur de la Coupe de la Ligue écossaise en 2021
  - Vainqueur de la Coupe d'Écosse en 2021
- Wigan Athletic
  - Champion d'Angleterre de D3 en 2022